# Vopnafjarðarhreppur
Vopnafjarðarhreppur is een gemeente in het noordoosten van IJsland in de regio Austurland. Het heeft 725 inwoners (in 2005) en een oppervlakte van 1.902 km². De grootste plaats in de gemeente is het plaatsje Vopnafjörður met 560 inwoners (in 2005) dat ligt aan het gelijknamige fjord.
Seyðisfjarðarkaupstaður · Fjarðabyggð · Vopnafjarðarhreppur · Fljótsdalshreppur · Borgarfjarðarhreppur · Breiðdalshreppur · Djúpavogshreppur · Fljótsdalshérað · Hornafjörður